# Ходзько, Александр
Алекса́ндр Хо́дзько (Александр Леонардович Ходзько-Борейко, пол. Aleksander Chodźko; 30 августа 1804, Кривичи, Вилейский уезд Виленская губерния — 27 декабря 1891, коммуна Нуази-ле-Сек близ Парижа) — польский поэт и востоковед; брат Михала Ходзько и Иосифа Ходзько.

## Биография
Родился в родовом имении Кривичи Вилейского уезда Виленской губернии (сейчас Мядельский район Минской области Республики Беларусь), которое принадлежало его родителям — Яну Ходзько-Борейко (1777—1851)  герба «Костеша» и Кларе (1770—1852) из Корсаков. Был пятым ребёнком в семье и крещен родителями в католическую веру.  
Отец — потомственный шляхтич, юрист, известный литератор и общественный деятель, участник восстания 1830—1831 годов, сторонник идеи восстановления независимости Великого княжества Литовского.
Александр имел пятерых братьев — Станислава, Владислава, Юзефа, Феликса, Михала и сестру Софью. Родители дали всем детям хорошее воспитание, начальное образование и знание языков, нанимая гувернёров.
В 1816 году поступил на учёбу в Виленскую гимназию, где его обучал Томаш Зан. После гимназии поступил на филологическое отделение Виленского университета (1820—1823). В университете познакомился с Адамом Мицкевичем, Михаилом Воловичем, Игнатом Домейко. Осенью 1823 года был арестован за участие в тайном студенческом обществе филаретов. Пребывал в заключении, затем был оправдан.

Сохранился документ под названием «Общий именной список принадлежавших к тайному обществу филаретов, существовавшему в Вильне, между учениками Виленского университета равно оговоренных и неотысканных, учинен в Следственной Комиссии 1824 года мая 13 дня», в котором фигурирует Александр Ходзько.
«Александр Ходзько, кандидат философии, 18 лет, Минской губ., Вилейского уез., где состоит имение отца его, бывшего председателя Минского Главного суда; секретарь голубого союза» (председателем данного союза являлся Ян Чечот — прим.).
После освобождения был выслан в Санкт-Петербург. Поступил в Учебное отделение восточных языков при Азиатском департаменте Министерства иностранных дел, где готовились переводчики восточных языков для российских миссий в Иране и Турции. С1824—по 1831 годах обучался у видного востоковеда Мирзы Джафара Топчибашева. 16 марта 1828 года Грибоедов принимал участие в «частном испытании», происходившем в Училище восточных языков при Министерстве иностранных дел. В числе немногих «отличившихся» на этом испытании был А. Ходзько, который «читал речь своего сочинения на персидском языке» (см.: СП. 1828. 19 апр. № 47). Встречался Грибоедов с Александром Ходзько и у пианистки Марии Шимановской, что отмечено 2 апреля 1828 в дневнике её дочери Елены.
Александр Ходзько также познакомился с А. С. Пушкиным, В. А. Жуковским, князем Петром Вяземским.
14 мая 1829 года Александр Ходзько провожал на пароходе из Петербургской гавани до Кронштадта Адама Мицкевича, который навсегда покидал Российскую империю, направляясь в эмиграцию в страны Европы.
В январе 1830 года Александра Ходзько зачисляют на дипломатическую службу в Персию, где он стал российским консулом. Вначале он работал переводчиком в Тебризе, Тегеране и Реште (Гелани), затем стал секретарём генерального консула. Александр Ходзько увлечённо изучал страну, её историю, быт, язык, этнографию, театр, религию. Стал одним из первых, кто приступил к изучению талышского языка. В 1830 году посетил заброшенную, находящуюся в горах вдали от крупных населенных пунктов крепость Рудхан.

Из воспоминаний военного инженера генерал-лейтенанта Ивана Фёдоровича Бларамберга:
8 июня мы собирались объехать Астрабадский залив, чтобы описать его. Всё было уже готово, когда к нашему судну пришвартовался в своеобразной лодке-долблёнке (кулас) туркмен и подал нам записку от нашего консула в Гиляне А. Ходзько, в которой он просил нас о встрече. Карелин и я тотчас же отправились в лодке в персидский порт Сенгир, на речушке Карасу, и взяли на борт консула. С ним на наш корабль отправился Мохаммед Исмаил-бек, брат губернатора провинции Астрабад. Являясь оруженосцем его персидского величества, он, хотя и был магометанином, вылил у нас один целую бутылку портвейна. После обеда мы проводили их на берег, а пушки «Гавриила» отсалютовали им тремя залпами. Мохаммед Исмаил-бек от выпитого вина, закусок и подаренных ему трех хрустальных бокалов пришел в такой восторг, что в порыве чувств подарил начальнику экспедиции всю Персию. Стремясь выразить свою благодарность, он всё время приставал к нам, чтобы мы потребовали от него что-либо невозможное, а он исполнил бы наше желание. Однако эта благодарность ограничилась 50 огурцами, которые он прислал нам на следующее утро. Когда А. Ходзько прощался с нами, он просил встретиться в Эшрефе, знаменитой летней резиденции шаха Аббаса Великого.
В 1842 году Александр Ходзько оставил службу и уехал в Европу, где посетил Грецию, Италию, Англию и Францию. Под влиянием Адама Мицкевича включился в деятельность сторонников учения Анджея Товяньского. В итоге обосновался в Париже, где встретил своих братьев Станислава и Михала. Вначале работал в Министерстве иностранных дел Франции. По просьбе шаха Ирана Александр Ходзько курировал обучение в Париже 42 иранских студентов.
В Париже дружил с Адамом Мицкевичем, которому помогал издавать интернациональную газету «Трибуна народов». В 1857—1883 годах был профессором славянских литератур в Коллеж де Франс. Возглавлял кафедру, которую перед тем занимал Мицкевич.
Умер 27 декабря 1891 года в Нуази-де-Сен. Похоронен на кладбище Les Champeaux в Монморанси, которое часто называют польским некрополем, либо Пантеоном польской эмиграции.

## Глазами современников
Адам Киркор в книге «Живописная Россия: Отечество наше в его земельном, историческом, племенном, экономическом и бытовом значении: Литовское и Белорусское Полесье» (1882) про него написал следующее:
"«Александр (род. в 1806 в Кривичах), товарищ Мицкевича, поэт с ранних лет, был потом русским консулом в Персии; кажется, в 1845 г. ехал к отцу Яну, которого дела были расстроены, и вез с собою порядочную сумму, которая могла бы облегчить его судьбу, но прежде из Одессы поехал в Италию, в Риме встретился с Товянским, очарованный им сделался его мистическим учеником. Отец ни его, ни денег не дождался, и вскоре умер в нужде. Александр бросил службу в Персии и поселился в Париже. Между тем, по службе он был ценим гр. Нессельроде и по желанию последнего, брат Александра, Иосиф, кавказский генерал, писал к нему, уговаривая, чтобы возвратился к занимаемому в Персии посту; на это Александр отвечал, что ежели бы он ещё решился служить на земле, то никому бы не служил, только русскому Императору; но он посвятил себя на службу Богу. В Париже его сделали директором школы для персиян во Франции, а потом, на место Мицкевича, назначили профессором славянских литератур в Collège de France. Как поэт, он был всегда подражателем; талант замечательный, но самостоятельного творчества в нём не было. Как ориенталист, пользуется известностью. Его переводы с персидского стихами — прекрасны. В Париже он издал персидскую грамматику».

## Творческая деятельность
В 16-летнем возрасте, вдохновившись красотой имения Залесье, которое принадлежало князю Михаилу Клеофасу Огинскому, в течение нескольких часов написал поэму «Залесье» (1822).

В письме Яна Чечота к Адаму Мицкевичу 1(13) февраля 1823 года, написанному в Вильно, рассказывает про творчество молодых поэтов, в том числе Алеся Ходзьки (имя бытовало в кругу друзей):
«Поскольку сегодня нечего про что лучшее написать, расскажу тебе про кое-что про поэтическую биржу, которую раньше, чем хотелось бы, я организовал вокруг себя: все сами начали про это вздыхать и грустить, так как не знали, где им выставлять напоказ и продажу результат своего ремесла. Так что уже недели три, как организовалась эта поэтическая Ганза, которая еженедельно поставляет для нас товары. Здесь - знакомые тебе Эдвард и Алесь...».
Адам Мицкевич называл «соколом» своего товарища по перу в стихотворении-импровизации «Александру Ходзьку». Это стихотворение Адам Мицкевич зачитал своим товарищам в 1824 году в тюремном заключении в базилианских стенах. Адам Мицкевич признавался, что Алесь Ходзько  так хорошо «понял тайну орлиного полета», что ему завидует сам «орел». Мицкевич пророчил ему великое будущее, говорил, что Ходзько когда-нибудь займет его место на «польском троне поэзии».

Из письма к Антонию Эдварду Одинцу (4 (16 февраля) 1828 г., С.-Петербург):
«…Не без гордости сообщаю тебе, что Адаму [Мицкевичу] очень понравились мои греческие песни, и поэтому я посвящу их ему. Вскоре пришлю их тебе с надписью».
В 1829 году в Петербурге издает сборник «Поэзия» («Poezye Alexandra Сhоdźki»), в который вошли 36 новогреческих песен, разные мелкие пьесы, восточная поэма «Дерар», ориентированная на образцы восточных поэм Байрона, баллада «Малины» (на основе народных белорусских мотивов). На сборник Ходзьки отозвалась столичная «Литературная газета» (Т.1, № 5), которую издавал Дельвиг при участии Пушкина, разместившая положительную рецензию. Его товарищ по перу, Юлиуш Словацкий, использовал сюжет стихотворения Александра Ходзьки «Малины» для создания своего драматического произведения «Баладина».
Ознакомившись со сборником А. Ходзьки, Адам Мицкевич написал ему письмо из Женевы: «Твою „Поэзию“ мы читали здесь с большим наслаждением… Ты выбрал хорошо: все стихи имеют ценность, а многие чудесные, особенно песни и баллады».
Его первые записи из путешествия в Персию, куда его отправили с российской дипломатической миссией (он ехал как раз по следам Александра Грибоедова, который за год до этого был убит в Тегеране) были опубликованы в начале 30-х годов в «Tygodniku Petersburskim» на польском языке и в той же «Литературной газете» на русском, вызвали немалый интерес в широком кругу читателей. В зарисовках об Азербайджане А. Ходзько отметил богатое народное творчество азербайджанцев и национальную архитектуру.
В 1835 году П. Дубровский писал: «В польской поэзии за Мицкевичем следует второй замечательный поэт — А. Ходзько. Они вдвоем воспевали Восток, однако у каждого из них свой самобытный взгляд. Несмотря на то, что Ходзько уступает Мицкевичу в силе творческой фантазии и в глубине мысли, однако его поэзия дышит какой-то восточной негою… и вылилась со дна души, так как поэт сам хорошо изучил Восток».
Записывал воспоминания Адама Мицкевича и оказывал содействие в их издании. Вел переписку с А. Киркором, К. Тышкевичем и Е. Тышкевичем. Присылал свое артикулы в газету «Kurier Wileński» («Виленский вестник»).
Научное значение сохраняют работы на английском и французском языках о персидской литературе. Александр Ходзько один из первых, кто перевёл туркменскую и азербайджанскую поэзию на европейские языки. В 1842 году в Лондоне опубликовал три стихотворения туркмена Махтумкули, снабдив публикацию биографической заметкой. Александр Ходзько также был первым собирателем азербайджанского народного фольклора. Он опубликовал в Лондоне записанный им в Азербайджане героический народный эпос «Кер-оглу». Ходзько являлся и популяризатором творчества выдающегося азербайджанского писателя Мирза Фатали Ахундова.
В 1852 году издал «Персидскую грамматику», за которую получил от Наполеона III Орден Почетного легиона. Позднее издал «Узоры народной поэзии Персии», сборник персидской драматургии «Персидский театр». Перевел персидскую повесть «Падишах и четыре дервиша» (1859).
Издал разговорник турецкого языка, специально для французских солдат, которые вместе с турками принимали участие в Крымской войне 1853—1856 годов.
Составил грамматический очерк южного диалекта курдов.
Александр Ходзько составил польско-английский и английско-польский словарь, первое издание которого появилось в Берлине в 1874 году.
Перевёл на французский язык украинские и латышские исторические песни: «Les chants historiques de l’Ukraine et les chansons Latyches des Bords de la Dvina occidentale. Périodes païennes normande, tatare, polonaise et cosaque» (1879).
Станислав Здзерский в книге «Pierwiastek ludowy w poezji polskiej XIX wieku: studja porównawczo-literackie» (1901) обращает внимание на балладу А. Ходзьки «Василек» : «…замысел „Василька“ оригинальный и высоко романтический, однако несет нечто сентиментальное». Проводит параллели между балладой и стихотворением Мицкевича «Ucieczka». Подробно рассматривает балладу «Малины». Отмечает её связь с фольклором не только белорусским, но и украинским. В том же году в издании под названием «Album biograficzne zasłużonych Polaków i Polek wieku XIX. Tom 1.» был размещен большой артикул, посвящённый творчеству А. Ходзько. Одинец вспоминает, что от него он впервые услышал слово «романтизм».

## Семья
Жена: Гелена графиня Дунина-Юндилл герба «Лебедь».
Дети:
- Ходзько Адам (1847—1923). В 1876 женился на Маргарите Фрогер де ЛеЭкуилле (Marguerite Froger de L’Eguille). Около 1890 года женился второй раз на Мари Анн Коппо (Mary Ann Coppo).
- Ходзько Виктор (1848—1931). 02.05.1876 женился на Марии Балдасари (Maria Baldassari).
- Ходзько Александр Александрович (1860—1936). Около 1900 года женился на Францес Форстер (Frances Forster). Вторым браком женат на Летиции Эрлингтон (Lettice Erlington).
- Ходзько Мария.